# Правоторов, Николай Иванович
Николай Иванович Правоторов (26 мая [8 июня] 1903, Рассказань, Саратовская губерния — февраль 1976, Москва) — советский хозяйственный деятель, кандидат экономических наук (1958).

## Биография
Николай Иванович Правоторов родился 26 мая 1903 года в cеле Рассказань (ныне — в Балашовском районе Саратовской области).
Участник Гражданской войны. В 1919—1921 годах служил в Красной Армии. Член ВКП(б) с 1919 г. Окончил экономический факультет Саратовского государственного университета (1927).
С 1921 года — на хозяйственной, общественной и политической работе. В 1921—1938 гг. — инспектор Балашовского уездного продовольственного комитета, заведующий Отделом Саратовского губернского продовольственного комитета, инструктор Саратовского губернского земельного управления, инспектор Саратовского отделения Государственного Банка СССР, инспектор «Хлебопродукта», заведующий Инспекторским отделом Нижне-Волжского краевого Союза сельскохозяйственной кооперации, член Правления Хопёрского окружного Союза хлебной кооперации, инспектор Саратовского отделения, управляющий Бийским отделением, управляющий Майкопским отделением, заместитель управляющего Ярославской областной конторой Государственного Банка СССР, начальник Планового отдела Ярославского резинокомбината.
С 1938 г. председатель Исполнительного комитета Ярославского городского Совета, секретарь Ярославского областного комитета ВКП(б) по строительству и строительным материалам.
С 1941 г. заместитель начальника Политического управления Приволжского военного округа, начальник политуправления 8-й сапёрной армии Южного фронта.
С 1943 г. 1-й секретарь Рыбинского городского комитета ВКП(б), с 1945 г. председатель Исполнительного комитета Ярославского областного Совета.
С 1947 г. управляющий Воронежской областной конторой Государственного Банка СССР, с 1948 г. председатель Исполнительного комитета Воронежского областного Совета. С 1951 г. заместитель министра торговли РСФСР, начальник отдела цен Министерства торговли РСФСР.
В 1955—1968 годах преподаватель, доцент кафедры политэкономии Московского финансового института.
Избирался депутатом Верховного Совета СССР 2-го созыва (1946—1950).

## Награды
- орден Красной Звезды (16.9.1945)[1]